# منتخب سلوفينيا تحت 18 سنة لهوكي الجليد للرجال
منتخب سلوفينيا تحت 18 سنة لهوكي الجليد للرجال هو ممثل سلوفينيا الرسمي في المنافسات الدولية في هوكي الجليد تحت 18 سنة.